# Mael Mórdha
Mael Mórdha – irlandzki zespół muzyczny, wykonujący utwory łączące doom metal z elementami muzyki celtyckiej. Według własnego określenia używanego przez zespół, jest to "gaelicki doom metal". 
Zespół używa do zapisu swej nazwy tradycyjnych, gaelickich znaków typograficznych.

## Historia
Zespół Mael Mórdha powstał w styczniu 1998 z inicjatywy Roibéarda Ó Bogaila. Po poszerzeniu materiału umieszczonego na dwóch E.P.: Caoineadh na nGael i Cluain Tarbh E.P., zespół nawiązał współpracę z wytwórnią Karmageddon Media, która wydała ich debiutancki album, Cluain Tarbh 12 września 2005. Muzycy jednakże nie byli zadowoleni ze sposobu dystrybucji albumu i akcji promocyjnej, wydanie kolejnej płyty powierzyli zatem niemieckiemu wydawcy, Grau Records. Album Gealtacht Mael Mórdha Grau Records wydał 19 marca 2007. 
W okresie przed wydaniem albumów zespół był już znany na irlandzkiej i brytyjskiej scenie metalowej z występów na irlandzkich festiwalach Abbeyleix Metalfest, The Day Of Darkness (dwukrotnie), oraz angielskim festiwalu Bloodstock. Kontrowersje wśród fanów wzbudził udział zespołu w irlandzkich eliminacjach do Konkursu Piosenki Eurowizji 2005. W 2007 zespół wystąpił na festiwalu Heathen Crusade 2 (20 stycznia), oraz na niemieckim Doom Shall Rise w Getyndze.

## Obecny skład zespołu
- Roibéard Ó Bogail - śpiew, fortepian, tin whistle
- Gerry Clince - gitara
- Anthony Lindsay - gitara
- Dave Murphy - gitara basowa
- Shane Cahill - perkusja

## Dyskografia

### Albumy studyjne
- Cluain Tarbh (12 września 2005)
- Gealtacht Mael Mórdha (19 marca 2007)
- Manannán (14 czerwca 2010)
- Damned When Dead (16 września 2013)

### EP/Splity
- The Path to Insanity (1999)
- The Inferno Spreads (2000)
- Caoineadh na nGael (luty 2003)
- Cluain Tarbh E.P. (2004)
- Primordial/Mael Mórdha split (październik 2005)